# The Story of the Kelly Gang
The Story of the Kelly Gang – australijski film pełnometrażowy z 1906 w reżyserii Charlesa Taita. Film jest powszechnie uważany za pierwszy w dziejach kina pełnometrażowy film fabularny.
Utwór opowiada historię sławnego australijskiego bandyty Neda Kelly’ego, który wyróżniał się tym, że sporządził dla siebie zbroję chroniącą przed pociskami. Ranny w nogi, został jednak schwytany, osądzony i skazany na śmierć. Wyrok wykonano.
W roku 2007 film został wpisany na listę Pamięć Świata UNESCO.

## Fabuła
Ned Kelly był słynnym bandytą, nazwanym "australijskim Robin Hoodem". Film przedstawia kilka wydarzeń z czasów działalności jego grupy przestępczej. Jednym z ich jest sytuacja, w której został zastrzelony policyjny informator Aaron Sherritt. Ponadto zostanie przedstawiony epizod, w którym ginie jeden z członków grupy - Jo Byrnes, czy egzekucja Neda Kelly'ego. 

## Obsada
Źródło: Filmweb
- John Tait - Szkolny dyrektor
- Elizabeth Tait - Kate Kelly

i inni. 